# Giuseppe Mercante
Giuseppe Mercante (Bari, 1953 – Bari, 12 aprile 2021) è stato un criminale italiano, personaggio di spicco della criminalità barese, nonché fondatore e boss storico del clan Mercante-Diomede.

## Biografia
Giuseppe Mercante, noto come "Pinuccio u' drogat" (in barese) (Pinuccio il drogato), come altri personaggi di spicco della criminalità barese, fu legato alla Sacra corona unita, ma si dissociò completamente da essa nel 1986. Sin dagli anni '80, ha sempre avuto come sua roccaforte il quartiere Libertà, dove divideva il controllo delle attività illegali con Francesco Biancoli. Tuttavia, più defilato rispetto a Biancoli, coi piedi svelti a passare da quartiere a quartiere.
Nel 2005, Amleto Mercante, il fratello di Giuseppe, fu ucciso nel mezzo della guerra tra il suo clan, Mercante-Diomede, e i Telegrafo. Secondo le indagini, si pensa che sia stata una vendetta per un atto profano e irrispettoso compiuto da Mercante nei confronti di un membro dell'altro clan, che la vittima riteneva responsabile di un furto ai danni di sua nipote. Mercante avrebbe inizialmente aggredito l'esponente del clan rivale e successivamente avrebbe oltraggiato la memoria del padre defunto, strappandogli dal collo la medaglia con la sua immagine. Le indagini hanno inoltre permesso di identificare le responsabilità di altri due membri del clan, uno accusato di essere il mandante e l'altro presunto responsabile della distruzione dell'arma utilizzata nel delitto, gettata in mare e mai ritrovata.
Nel corso della guerra contro il clan Telegrafo, nel 2012 Mercante fu vittima di un grave agguato mentre si trovava in una pescheria in via Nicolai, nel quartiere Libertà. Mercante fu colpito da 3 colpi di pistola e fu sottoposto a intervento chirurgico nel policlinico di Bari. Secondo le ricostruzioni effettuate dagli investigatori, il mandante del tentato omicidio fu Donato Telegrafo, ritenuto al vertice dell'omonimo clan.
Attraverso le sue decadi di carriera criminale, Mercante è stato arrestato diverse volte, tra cui una volta nel 2014, accusato di usura nei confronti di un imprenditore edile grumese.
Considerato uno dei più noti capi della criminalità barese della vecchia scuola, Mercante è stato intercettato mentre dava lezioni di 'mafia' ai suoi affiliati in un bar della sua roccaforte, il quartiere Libertà. Secondo il boss: “Nella vita tre cose sono importanti: omertà, rispetto, dignità dell’uomo.” Il boss viene anche definito dai suoi sodali un «uomo di pace» per la sua capacità di comporre i dissidi interni al clan e con gli altri gruppi criminali.
Nel 2018, Pinuccio u' drogat è stato arrestato e accusato di essere al vertice di una organizzazione criminale, con il ruolo anche di finanziatore, specializzata in traffico e spaccio di eroina, cocaina, marijuana e hashish nei quartieri Libertà e Japigia di Bari e condannato a 26 anni e 8 mesi di carcere.
Giuseppe Mercante è morto nel 2021 al Policlinico di Bari, all'età di 68 anni a causa delle patologie che lo fiaccavano da anni. Il suo funerale si è svolto il 13 aprile 2021, nella cappella del cimitero monumentale di Bari alla presenza di pochissimi familiari: sia i viali della necropoli che il perimetro urbano esterno sono stati presidiati da decine tra carabinieri e agenti di polizia.